# Popmatters
Popmatters, ofta skrivet PopMatters, är en internationell webbtidning med recensioner. Tidningen täcker ämnen som musik, TV, film, böcker, videor, spel, serietidningar, sport, teater, bildkonst, resor och internet.